# Hilaira excisa
Hilaira excisa es una especie de araña tejedora de sábana perteneciente al género Hilaira, de la familia Linyphiidae, orden Araneae. Fue descrita por O. Pickard-Cambridge en 1871.

## Descripción
El cuerpo del macho y la hembra mide 2,5-3,0 mm de longitud.

## Distribución
Se distribuye por Europa: en Irlanda, Reino Unido, Italia, Rusia, Suecia, Noruega, Dinamarca, Alemania, Estonia, Francia, España, Bulgaria, Polonia, Chequia, Ucrania, Austria, Suiza y Eslovaquia.